# 휴 무어 (사업가)
휴 무어(영어: Hugh Moore, 1887년~1972년)는 종이컵 제작 회사인 딕시 컴 컴퍼니의 초대 회장이었다.